# 986

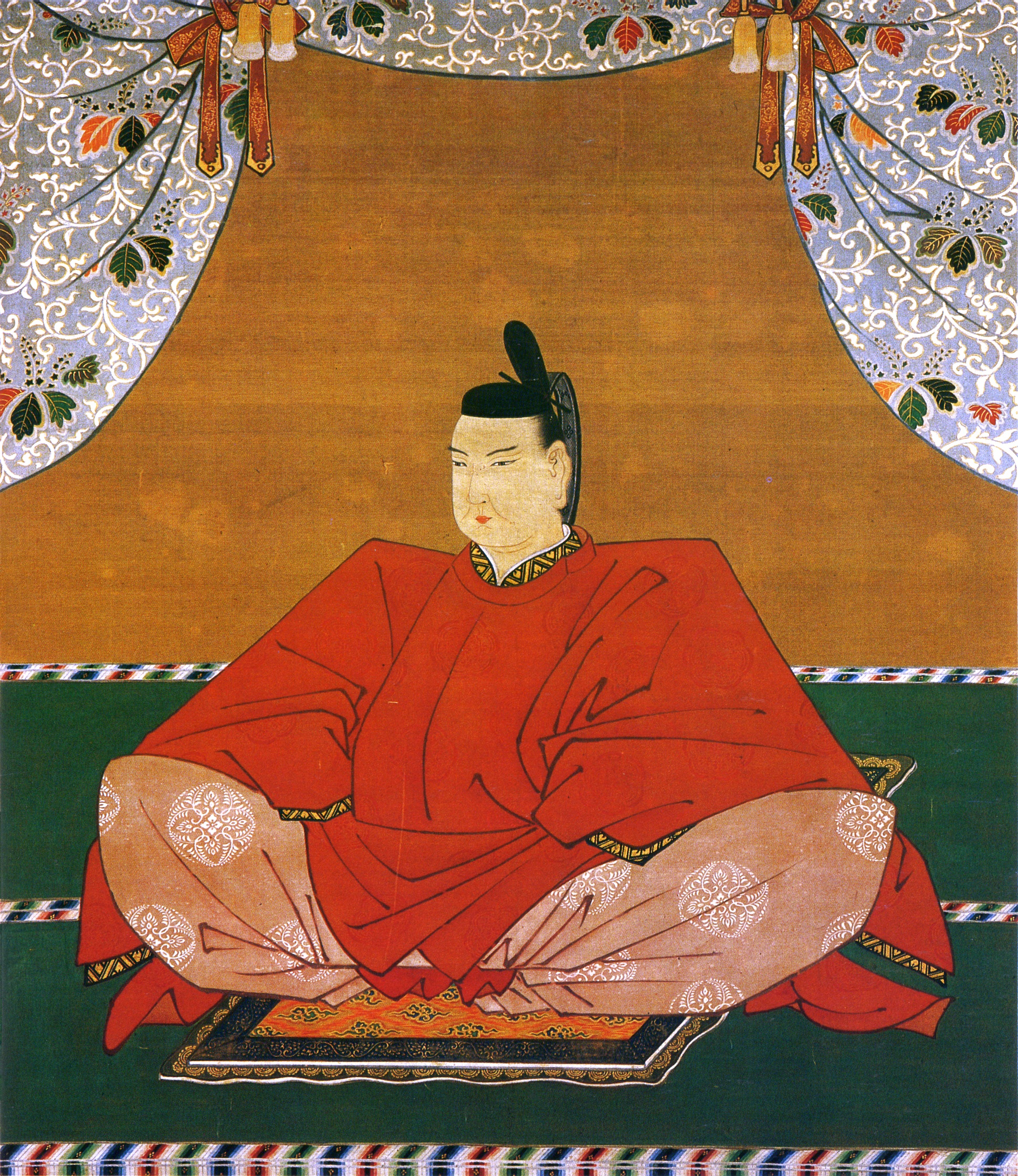
Een portret van keizer Ichijo (980 - 1011)

Het jaar 986 is het 86e jaar in de 10e eeuw volgens de christelijke jaartelling.

## Gebeurtenissen

### Byzantijnse Rijk
- 17 augustus - Slag bij de Trajaanse Poort: Keizer Basileios II ("de Bulgarendoder") lijdt een Byzantijns expeditieleger (ongeveer 20.000 man) tegen de Bulgaren om de vestingstad Sredets (huidige Sofia) te veroveren. Na een belegering van 20 dagen wordt Basileios gedwongen zijn kamp op te breken (vanwege gebrek aan voedsel). Tijdens de terugtocht door de Sredna Gora wordt het Byzantijnse leger in een hinderlaag bij de "Poort van Trajanus" door de Bulgaren onder bevel van tsaar Samuel verslagen. Alleen de Armeense troepen van de Varangiaanse garde ontsnappen met zware verliezen en leiden Basileios via secundaire routes in veiligheid.[1]

### Europa
- 2 maart - Koning Lotharius III (II) overlijdt in Laon na een regeerperiode van 32 jaar. Hij wordt opgevolgd door zijn 19-jarige zoon Lodewijk V ("de Nietsdoener") als heerser van het West-Frankische Rijk. Er ontstaan twee partijen die zijn politieke bewind bepalen, het ene kamp onder de koningin-moeder Emma van Italië die in sterke mate wordt beïnvloed door haar moeder Adelheid en het andere kamp de Frankische edelen onder leiding van Hugo Capet. Hij wenst het buitenlandse beleid voort te zetten, met tot doel elke zwakte van de Ottonen (de Duitse koningsdynastie) uit te buiten. Vanwege dat koning Otto III te jong is om zelfstandig te regeren.[2]
- Keizerin Theophanu leidt, vergezeld door haar 6-jarige zoon Otto III en Hendrik II ("de Twistzieke"), een campagne in Bohemen en tegen de Slaven (aan de rijksgrens bij de rivier de Elbe). Otto ontvangt hommage en de erkenning als soeverein heerser van het Heilige Roomse Rijk van Mieszko I, hertog van de Polanen, die militaire steun belooft in de oorlog tegen de Slaven. Otto ontvangt vele geschenken, waaronder een kameel.[3]
- Zomer - Almanzor, de de facto heerser van Al-Andalus, zet zijn expansiedrift in het noorden van het Iberisch Schiereiland voort (met steun van Berberse huurlingen) en plundert de stad Coimbra (huidige Portugal).[4]
- Winter - Koning Harald I ("Blauwtand") overlijdt in ballingschap na een regeerperiode van 28 jaar. Hij wordt opgevolgd door zijn 23-jarige zoon Sven I ("Gaffelbaard") als heerser van Denemarken en Noorwegen.[5]

### Azië
- 23 augustus - Keizer Kazan doet afstand van de troon na een politieke strijd met de Fujiwara clan (na nauwelijks 2 jaar geregeerd te hebben). Hij trekt zich terug in een klooster en wordt opgevolgd door zijn 6-jarige neef Ichijo als de 66e keizer van Japan.[6]

### Ontdekkingsreizen
- Bjarni Herjólfsson, een Noors-IJslandse Viking handelaar, wordt de eerste Europeaan van de Oude Wereld die per ongeluk het vasteland van Amerika ontdekt (waarschijnlijke datum).[7]

### Religie
- Eerste schriftelijke vermelding van de stad Celle (of Kellu) gelegen aan de rivier de Aller (huidige Duitsland).

## Geboren
- Bezprym, hertog van Polen (Huis van Piasten) (overleden 1032)[8]
- Constance van Arles, Frans edelvrouw en koningin (overleden 1034)
- Poppo van Babenberg, Duits edelman en aartsbisschop (overleden 1047)
- Reinoud I, graaf van Bourgondië (Huis van Ivrea) (overleden 1057)

## Overleden
- 2 maart - Lotharius III (II) (45), koning van West-Francië (r. 954 - 986)
- 25 mei - Abd-al-Rahman Al Sufi (83), Perzisch geleerde en astronoom
- Cadwallon ab Ieuaf, medekoning en heerser van Gwynedd (Wales)
- Harald I ("Blauwtand"), koning van Denemarken en Noorwegen[9]
- Maig ab Ieuaf, medekoning en heerser van Gwynedd (Wales)